# Їжак Микита

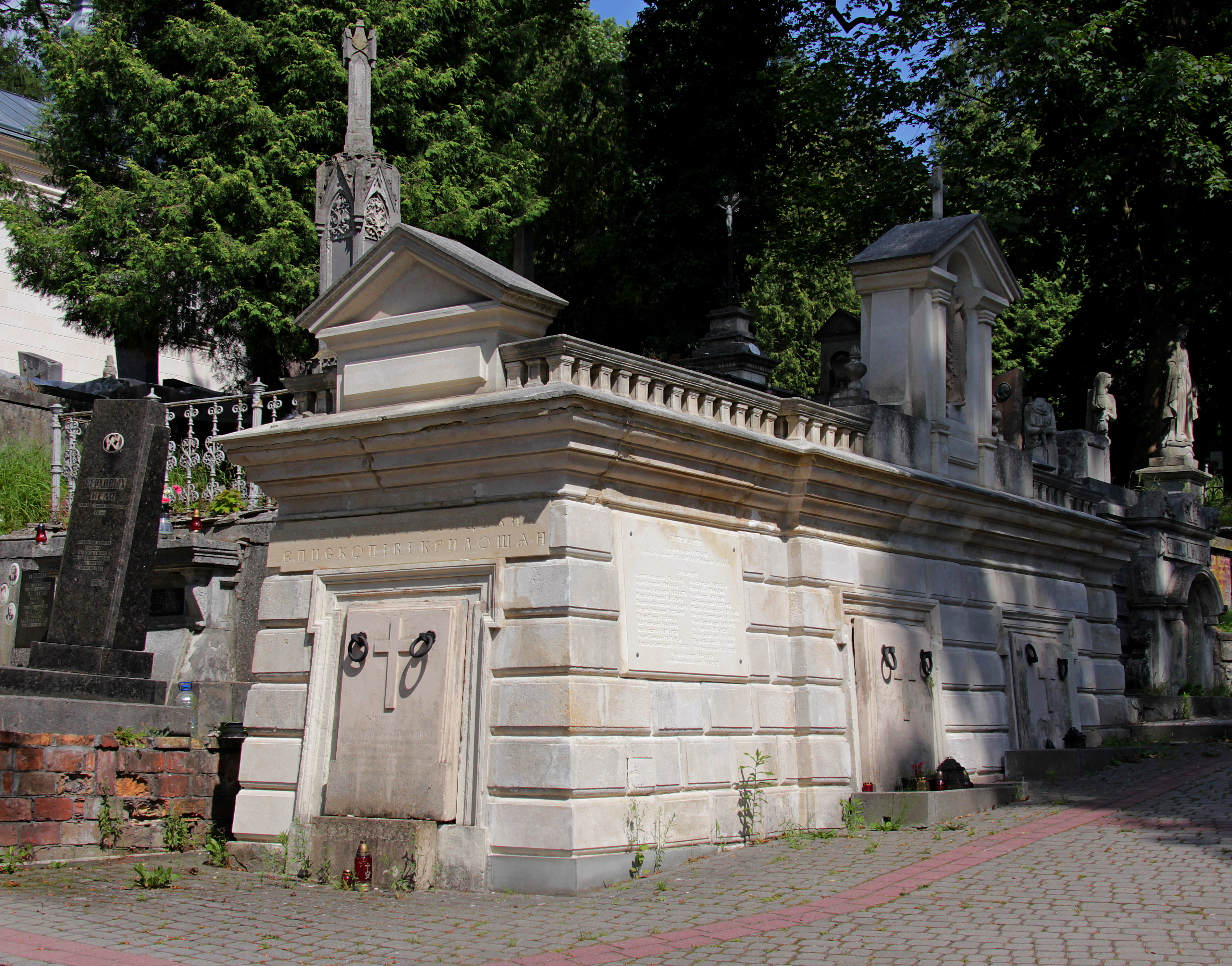

Мики́та Їжа́к (1799 — 19 січня 1869, Львів) — український церковно-культурний діяч, священник, декан Бродівського деканату УГКЦ (1836–1850), крилошанин.

## Життєпис
Після закінчення духовної семінарії, у 1826 році висвячений на одруженого священника. Працював на парафії в місті Броди на Львівщині (до 1850 року). В 1835 році призначений адміністратором Підкамінецького деканату (до 1842), а наступного року — деканом Бродівським (до 1850 року). Рік був адміністратором Щуровицького деканату (1841–1842).
У 1850 році переведений до Львова і призначений крилошанином Свято-Юрської катедри: соборний крилошанин (1850–1865), схоластик (1865–1867), кустос митрополичої капітули (1867–1869). Президент Вдовичо-сирітського фонду (1866–1869) та директор Дому для молодшого клиру (1865–1869).
У 1852–1857 роках був цензором для українських видань у Галичині.
Помер 19 січня 1869 року у Львові і був похований у гробниці галицьких митрополитів і крилошан на Личаківському цвинтарі,поле 6..

## Нагороди
- Золотий хрест заслуги з короною (1850)[2].